# Humtrup Sogn
Humtrup Sogn (på tysk Kirchspiel Humptrup) er et sogn i det nordvestlige Sydslesvig, tidligere i Kær Herred (Tønder Amt), nu Humtrup Kommune i Nordfrislands Kreds i delstaten Slesvig-Holsten. 
I Humtrup Sogn findes flg. stednavne:
- Flydsholm (Flützholm)
- Grelsbøl (Grellsbüll)
- Hasbjerg (Haasberg)
- Humtrup (Humptrup)
- Humtrupgaard
- Kalebøl (Kahlebüll)
- Kragebøl[1] el. Krakebøl (Krakebüll)
- Trodsborg